# Mohammad Al-Ken
Mohammad Al-Ken (ur. 20 maja 1976) – syryjski zapaśnik walczący w stylu klasycznym. Zajął dwudzieste miejsce na mistrzostwach świata w 1998. Brązowy medalista igrzysk azjatyckich w 2002 i 2006, a piąty w 1998. Piąty na mistrzostwach Azji w 2003. Piąty na igrzyskach śródziemnomorskich w 2001 i dziesiąty w 1997. Trzeci na wojskowych MŚ w 2006. Wicemistrz igrzysk panarabskich w 2004. Złoty medal igrzysk Azji zachodniej w 1997 roku.